# Flancourt-Catelon
Flancourt-Catelon és un municipi francès situat al departament de l'Eure i a la regió de Normandia. L'any 2007 tenia 445 habitants.

## Demografia

### Població
El 2007 la població de fet de Flancourt-Catelon era de 445 persones. Hi havia 156 famílies, de les quals 24 eren unipersonals (12 homes vivint sols i 12 dones vivint soles), 52 parelles sense fills, 76 parelles amb fills i 4 famílies monoparentals amb fills.
La població ha evolucionat segons el següent gràfic:
Habitants censats

### Habitatges
El 2007 hi havia 177 habitatges, 153 eren l'habitatge principal de la família, 22 eren segones residències i 2 estaven desocupats. 175 eren cases i 1 era un apartament. Dels 153 habitatges principals, 137 estaven ocupats pels seus propietaris, 10 estaven llogats i ocupats pels llogaters i 6 estaven cedits a títol gratuït; 2 tenien una cambra, 7 en tenien dues, 12 en tenien tres, 33 en tenien quatre i 99 en tenien cinc o més. 119 habitatges disposaven pel capbaix d'una plaça de pàrquing. A 57 habitatges hi havia un automòbil i a 86 n'hi havia dos o més.

### Piràmide de població
La piràmide de població per edats i sexe el 2009 era:
| Homes | Edats   | Dones |
| ----- | ------- | ----- |
| 0     | 95 o +  | 0     |
| 0     | 90 a 94 | 0     |
| 0     | 85 a 89 | 0     |
| 0     | 80 a 84 | 0     |
| 0     | 75 a 79 | 12    |
| 8     | 70 a 74 | 0     |
| 12    | 65 a 69 | 8     |
| 16    | 60 a 64 | 8     |
| 16    | 55 a 59 | 16    |
| 0     | 50 a 54 | 8     |
| 12    | 45 a 49 | 4     |
| 8     | 40 a 44 | 16    |
| 16    | 35 a 39 | 12    |
| 28    | 30 a 34 | 20    |
| 28    | 25 a 29 | 12    |
| 8     | 20 a 24 | 4     |
| 12    | 15 a 19 | 4     |
| 4     | 10 a 14 | 20    |
| 4     | 5 a 9   | 16    |
| 20    | 0 a 4   | 12    |

## Economia
El 2007 la població en edat de treballar era de 288 persones, 208 eren actives i 80 eren inactives. De les 208 persones actives 192 estaven ocupades (108 homes i 84 dones) i 16 estaven aturades (8 homes i 8 dones). De les 80 persones inactives 29 estaven jubilades, 21 estaven estudiant i 30 estaven classificades com a «altres inactius».

### Ingressos
El 2009 a Flancourt-Catelon hi havia 162 unitats fiscals que integraven 466 persones, la mediana anual d'ingressos fiscals per persona era de 19.382 €.

### Activitats econòmiques
Dels 2 establiments que hi havia el 2007, 1 era d'una empresa de transport i 1 d'una empresa d'informació i comunicació.
L'any 2000 a Flancourt-Catelon hi havia 14 explotacions agrícoles que ocupaven un total de 675 hectàrees.

## Equipaments sanitaris i escolars
El 2009 hi havia una escola elemental integrada dins d'un grup escolar amb les comunes properes formant una escola dispersa.

## Poblacions més properes
El següent diagrama mostra les poblacions més properes.